# Gliceraldehído 3-fosfato
El gliceraldehído-3-fosfato, también conocido como triosa fosfato o 3-fosfogliceraldehído y abreviado como G3P, GA3P, GADP, GAP, TP, GALP o PGAL, es un compuesto químico que aparece como intermediario en varias rutas metabólicas centrales de todos los organismos. Es un éster del ácido fosfórico en la posición 3 del azúcar gliceraldehído y posee la fórmula química C
3H
7O
6P.
El número CAS del gliceraldehído 3-fosfato es 591-59-3 y el del D-gliceraldehído 3-fosfato (uno de los dos isómeros ópticos del compuesto y uno de los más comunes en los organismos vivos) es 591-57-1.

## Intermediario en la glucólisis y la gluconeogénesis

### Formación
El D-gliceraldehído-3-fosfato se forma a partir de los siguientes tres compuestos en sendas reacciones enzimáticas reversibles:
- A partir de la fructosa-1,6-bisfosfato (F1,6BP), reacción catalizada por una aldolasa:

| β-D-fructosa-1,6-bisfosfato | fructosa-bisfosfato aldolasa | fructosa-bisfosfato aldolasa | D-gliceraldehído 3-fosfato |   | dihidroxiacetona fosfato |
|                             |                              |                              |                            | + |                          |
|                             |                              |                              |                            |   |                          |
|                             |                              |                              |                            |   |                          |
|                             |                              |                              |                            |   |                          |
|                             |                              |                              |                            |   |                          |
|                             | fructosa-bisfosfato aldolasa |                              |                            |   |                          |

La numeración de los carbonos indica el destino de los carbonos de acuerdo a su posición original en la fructosa 6-fosfato.
- A partir de la dihidroxiacetona fosfato (DHAP), reacción catalizada por la triosa fosfato isomerasa:

| dihidroxiacetona fosfato | triosa-fosfato isomerasa | triosa-fosfato isomerasa | D-gliceraldehído-3-fosfato |
|                          |                          |                          |                            |
|                          |                          |                          |                            |
|                          |                          |                          |                            |
|                          |                          |                          |                            |
|                          |                          |                          |                            |
|                          |                          |                          |                            |

### Como sustrato
- 1,3-bisfosfoglicerato (1,3BPG) en la glucólisis, catalizado por la gliceraldehído-3-fosfato deshidrogenasa:

| gliceraldehído-3-fosfato | gliceraldehído-3-fosfato deshidrogenasa | gliceraldehído-3-fosfato deshidrogenasa | D-glicerato-1,3-bisfosfato |
|                          |                                         |                                         |                            |
| NAD+ Pi                  | NADH + H+                               |                                         |                            |
|                          |                                         |                                         |                            |
| NAD+ Pi                  | NADH + H+                               |                                         |                            |
|                          |                                         |                                         |                            |
|                          |                                         |                                         |                            |

El D-gliceraldehído-3-fosfato es además de gran importancia porque es la forma como el glicerol (como DHAP) ingresa a las vías glucolítica y gluconeogénica. Para decir más es participante y producto de la vía de las pentosas fosfato.

## Como intermediario en la fotosíntesis
Durante la fotosíntesis que se realiza en las plantas, se producen 2 moléculas de glicerato-3-fosfato (GP; conocido también como 3-fosfoglicerato) en el primer paso de la reacción independiente de la luz, cuando la ribulosa-1,5-bisfosfato (RuBP) y el dióxido de carbono se unen en la reacción catalizada por la enzima RuBisCO. El GP se convierte en D-gliceraldehído-3-fosfato (G3P) utilizando para ello la energía proveniente de ATP y el poder reductor de NADPH, como parte del ciclo de Calvin.
Esta reacción devuelve ADP, iones de fosfato inorgánico (P
i), NADP+
 y G3P a las reacciones dependientes de la luz, para que sigan cumpliendo su función. La RuBP se regenera para que continúe el ciclo de Calvin.
Generalmente se considera que el G3P es el primer producto final de la fotosíntesis, y que puede ser utilizado como nutriente intermedio, dando lugar a la formación de monosacáridos, tales como la glucosa, que puede transportarse a otras células o almacenarse formando polisacáridos como el almidón.

### Reacción total
10 G3P (+ energía de 6 ATP) → 6 RuBP

## En la biosíntesis del triptófano
El gliceraldehído-3-fosfato aparece como subproducto de la vía de biosíntesis del triptófano, un aminoácido esencial que no puede ser sintetizado por el organismo humano.

## En la biosíntesis de la tiamina
El gliceraldehído-3-fosfato también aparece como subproducto de la vía de biosíntesis de la tiamina (vitamina B
1), otra sustancia esencial que no puede ser sintetizada por el organismo humano.